# 다니옐 수보티치
다니옐 수보티치(보스니아어: Danijel Subotić, 1989년 1월 31일 ~ )는 스위스의 보스니아 헤르체고비나-세르비아계 축구 선수로, 포지션은 공격수이다. 현재 스위스 챌린지리그의 그라스호퍼 클럽 취리히에서 뛰고 있으며, K리그 등록명은 수보티치였다.

## 선수 경력
수보티치는 스위스의 명문 축구 클럽 FC 바젤의 유스 출신이며, 스위스 U-19 국가대표로 6경기에 출전하였다. 2010년 잉글랜드 포츠머스 FC에서 계약하면서 프로 생활을 시작했고, 이후 벨기에의 SV 쥘터 바레험에 임대 선수로 활약하였다.
2014년 아제르바이잔의 게벨레 FK로 이적하여, 29경기에 출전하면서 12득점을 올렸다. 2016년 몰도바에서도 26경기 출전 12득점 5도움을 기록하는 등 득점력이 우수해 다양한 리그에서 140경기 이상 출전하며 46골을 기록하였다.
2017년 7월 11일에 여름 이적 시장을 통해 K리그 클래식의 울산 현대에 입단했으며, 스위스 출신 최초로 K리그에서 뛰는 첫 번째 선수가 되었다.
수보티치는 8월 9일에 열린 상주와의 FA컵 경기에서 울산 이적 후, 첫 골을 신고하였고, 팀은 3-1 승리를 거둬 4강 진출에 성공하였다.
그리고, 9월 20일에 열린 대구와의 리그 경기에서 K리그 데뷔골을 신고하였고, 팀은 3-2 승리하였다.
하지만, 전북 현대전에서 인상적인 모습을 보였지만 이후에는 잠잠했고, K리그에서 11경기 동안 1골 밖에 넣지 못했다. 결국, 12월 4일에 울산과 결별하였다.

## 수상

### 클럽

#### 울산 현대
- FA컵
  - 우승 : 2017